# Arizelocichla
Arizelocichla is een geslacht van zangvogels uit de familie Pycnonotidae (buulbuuls). Deze buulbuuls komen uitsluitend in Afrika voor.

## Soorten
Het geslacht kent de volgende soorten:
- Arizelocichla chlorigula  – Groenkeelbuulbuul
- Arizelocichla fusciceps  – Zwartbrauwbuulbuul
- Arizelocichla kakamegae  – Kakamegabuulbuul
- Arizelocichla kikuyuensis  – Kikuyubuulbuul
- Arizelocichla masukuensis  – Shelleys buulbuul
- Arizelocichla milanjensis  – Streepwangbuulbuul
- Arizelocichla montana  – Bergbuulbuul
- Arizelocichla neumanni  – Ulugurubuulbuul
- Arizelocichla nigriceps  – Oostelijke grijskeelbuulbuul
- Arizelocichla striifacies  – Streepkopbuulbuul
  - A. s. olivaceiceps  – Olijfkopbuulbuul
- Arizelocichla tephrolaema  – Westelijke grijskeelbuulbuul